# Typhula subvariabilis
Typhula subvariabilis är en svampart som beskrevs av Berthier 1974. Typhula subvariabilis ingår i släktet Typhula och familjen trådklubbor.   Inga underarter finns listade i Catalogue of Life.